# Krombach, Bayern
Krombach är en kommun och ort i Landkreis Aschaffenburg i Regierungsbezirk Unterfranken i förbundslandet Bayern i Tyskland.
Kommunen ingår i kommunalförbundet Schöllkrippen tillsammans med köpingen Schöllkrippen och kommunerna Blankenbach, Kleinkahl, Sommerkahl, Westerngrund och Wiesen.